# Matadeón de los Oteros
Matadeón de los Oteros est une commune d'Espagne dans la province de León, communauté autonome de Castille-et-León. Elle s'étend sur 46,44 km2 et comptait environ 254 habitants en 2015.